# Doğan Kuban
Doğan Kuban (Párizs, 1926. április 10. – 2021. szeptember 22.) török építészettörténész.

## Életpályája
Párizsban született, cserkesz családban. Főiskolai diplomáját építészetből az Isztambuli Műszaki Egyetemen szerezte. Nem sokkal később kezdte tudományos karrierjét. Az 1960-as és 70-es években az amerikai Dumbarton Oaks Tudományos Szakkönyvtár társkutatójaként dolgozott a Harvard Egyetem ösztöndíjasaként. 1965-ben szerzett professzori fokozatot, és csak élete vége felé vonult vissza.
Magyarországon 1970-es években kutatta az oszmán építészet emlékeit. 2003-ban az egri minaret felújításához készített szakvéleményt.

## Bibliográfia
- Mimarlık Kavramları (1998) ISBN 975-7438-09-X
- İstanbul Yazıları (1998) ISBN 975-7438-65-0
- Sinan: an Architectural Genius (1999); szöveg Doğan Kuban, fotók Ahmet Ertuğ
- İstanbul Bir Kent Tarihi (2000) ISBN 975-333-130-4
- Tarihi Çevre Korumanın Mimarlık Boyutu (2000) ISBN 975-7438-96-0
- Türkiye'de Kentsel Koruma (2001) ISBN 975-333-032-4

## Fordítás
- Ez a szócikk részben vagy egészben  a   Doğan Kuban című angol Wikipédia-szócikk fordításán alapul.  Az eredeti cikk szerkesztőit annak laptörténete sorolja fel. Ez a jelzés csupán a megfogalmazás eredetét és a szerzői jogokat jelzi, nem szolgál a cikkben szereplő információk forrásmegjelöléseként.